# Benāvīleh-ye Bozorg
Benāvīleh-ye Bozorg (persiska: بناویله بزرگ) är en ort i Iran.   Den ligger i provinsen Västazarbaijan, i den nordvästra delen av landet, 500 km väster om huvudstaden Teheran. Benāvīleh-ye Bozorg ligger 1 244 meter över havet och antalet invånare är 214.
Terrängen runt Benāvīleh-ye Bozorg är kuperad. Runt Benāvīleh-ye Bozorg är det ganska tätbefolkat, med 83 invånare per kvadratkilometer. Närmaste större samhälle är Kūlseh-ye Soflá, 5,9 km söder om Benāvīleh-ye Bozorg. Trakten runt Benāvīleh-ye Bozorg består till största delen av jordbruksmark.